# Apodemikum
Apodemikum (z grec. apodemía ’podróż’, zwłaszcza za granicę) – gatunek piśmiennictwa pedagogicznego, uzasadniający teoretycznie powód odbycia kształcącej podróży zagranicznej, rozwijany w Europie w XVI–XVIII w.
Apodemika związane były przede wszystkim z wyjazdami w celu podjęcia studiów. Kierowane były zarówno do samych wyjeżdżających, jak również ich rodziców. Określały odpowiedni wiek podjęcia takiej wyprawy, zawierały praktyczne wskazówki (jak się przygotować, jak podróżować, jak odnieść korzyści edukacyjne), krótkie opisy ważniejszych krajów i miejsc wartych zwiedzenia, informacje religijne, obyczajowe dietetyczne. W XVIII w. pojawiły się apodemika przeznaczone dla podróżników udających się na wyprawy badawcze.
Gatunek ukształtował się w drugiej połowie XVI wieku w kręgu uczelni niemieckich, na początku XVII w. rozwijał się w całej Europie, zaś w wieku XVIII powoli zanikł. W tym czasie ukazało się w Europie około 300 apodemików, najczęściej w krajach protestanckich. Za pierwsze apodemika uznawane są dzieła De peregrinatione Hieroymusa Turlera (1574), Commentariolus de arte apodemica Hilariusa Pyrckmaira (1577) i Methodus apodemica Theodora Zwingera (1577). Apodemika włączane były do większych traktatów pedagogicznych (m.in. Sebastiana Petrycego i Jana Ámosa Komenskiego) lub publikowane samodzielnie (np. Institutio peregrinationum Piotra Mieszkowskiego z 1625). Pewne elementy apodemikum zawiera poemat Flis Sebastiana Fabiana Klonowica, opisujący podróż flisaków Wisłą.